# Quaker City (comtat de Berks)
Quaker City és una comunitat no incorporada al township d'Albany al comtat de Berks, Pennsilvània, Estats Units. Quaker City és al costat de Quaker City Road a la base de les Blue Hills.